# Arciprestazgo del Alto Jalón
El arciprestazgo del Alto Jalón es uno de los cinco arciprestazgos que componen la diócesis de Tarazona, junto a los de Tarazona, Calatayud, Huecha y Bajo Jalón. En la actualidad el arcipreste es D. Florián Cuenca Arrizabalaga, párroco de la iglesia de Santa María (Ateca).

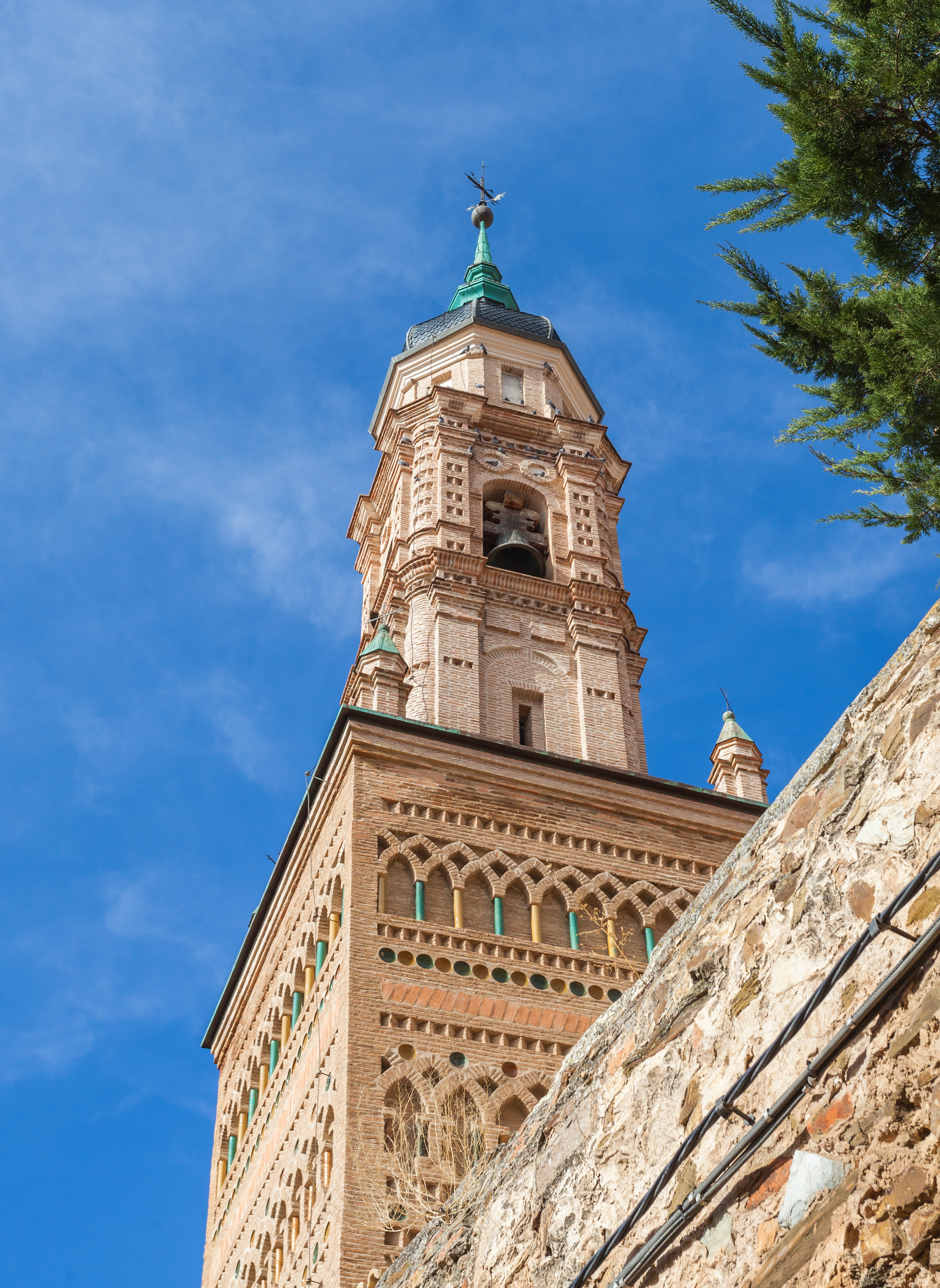
Iglesia de Santa María, Ateca, Zaragoza

El arciprestazgo lo componen las parroquias de:
| Población             | Parroquia                                    |
| --------------------- | -------------------------------------------- |
| Abanto                | Iglesia de Nuestra Señora de la Asunción     |
| Alconchel de Ariza    | Iglesia de Nuestra Señora de la Leche        |
| Aldehuela de Liestos  | Iglesia de Nuestra Señora de la Asunción     |
| Alhama de Aragón      | Iglesia de la Natividad de Nuestra Señora    |
| Ariza                 | Iglesia de Santa María la Real               |
| Ateca                 | Iglesia de Santa María                       |
| Berdejo               | Iglesia de San Millán (Berdejo)              |
| Bijuesca              | Iglesia de San Miguel Arcángel               |
| Bordalba              | Iglesia de la Inmaculada Concepción          |
| Bubierca              | Iglesia de San Miguel Arcángel               |
| Cabolafuente          | Iglesia de la Purísima Concepción            |
| Calmarza              | Iglesia de la Asunción de Nuestra Señora     |
| Campillo de Aragón    | Iglesia de San Juan Bautista                 |
| Carenas               | Iglesia de Nuestra Señora de la Asunción     |
| Castejón de las Armas | Iglesia de El Salvador                       |
| Cetina                | Iglesia de San Juan Bautista                 |
| Cimballa              | Iglesia de la Purificación de Nuestra Señora |
| Contamina             | Iglesia de San Bartolomé Apóstol             |
| Cubel                 | Iglesia de Nuestra Señora de la Asunción     |
| Embid de Ariza        | Iglesia de la Asunción de Nuestra Señora     |
| Godojos               | Iglesia de la Purísima Concepción            |
| Ibdes                 | Iglesia de San Miguel Arcángel               |
| Jaraba                | Iglesia de la Transfiguración del Señor      |
| Llumes                | Iglesia de San Miguel Arcángel               |
| Monasterio de Piedra  | Iglesia del Monasterio de Piedra             |
| Monreal de Ariza      | Iglesia de Nuestra Señora de la Asunción     |
| Monterde              | Iglesia de Nuestra Señora de la Asunción     |
| Moros                 | Iglesia de Santa Eulalia                     |
| Nuévalos              | Iglesia de los Santos Julián y Basilisa      |
| Pozuel de Ariza       | Iglesia de la Asunción de Nuestra Señora     |
| Sisamón               | Iglesia de San Martín                        |
| Torrehermosa          | Iglesia de Nuestra Señora de la Blanca       |
| Torrijo de la Cañada  | Iglesia de Nuestra Señora del Hortal         |
| Villalengua           | Iglesia de la Asunción de Nuestra Señora     |